# S’bu Zikode

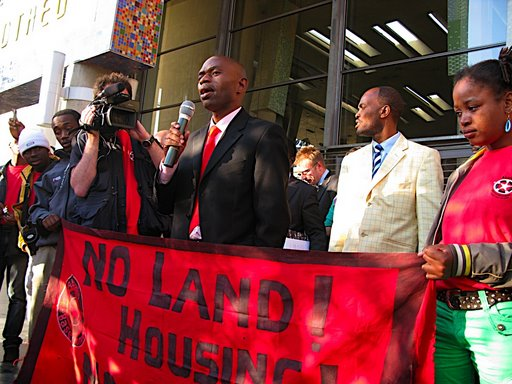
S’bu Zikode im Jahr 2009

Sibusiso „S’bu“ Innocent Zikode (geb. in Estcourt) ist ein südafrikanischer Menschenrechtler.

## Leben
Zikode wuchs als Kind einer alleinerziehenden Mutter auf, die als Haushaltshilfe arbeitete. Er begann im Jahr 1997 ein Jurastudium in Durban, musste dieses jedoch kurz darauf aufgrund finanzieller Schwierigkeiten abbrechen. Seine frühen Erfahrungen in einer Wellblechhüttensiedlung in Durban, wo er mit extremen Wohnverhältnissen konfrontiert wurde, prägten seinen weiteren Lebensweg. Diese direkte Konfrontation mit Armut und Ungerechtigkeit motivierte Zikode zum Einsatz für die Rechte der Armen. Er gründete und leitet die Bewegung Abahlali baseMjondolo, die sich für die Rechte der Bewohner von Wellblechhüttensiedlungen auf ein Recht auf ein eigenes Haus, Land und ein würdiges Leben einsetzt. Trotz wiederholter Drohungen und Angriffe auf sein Leben bleibt Zikode in Durban aktiv und setzt seine Arbeit aus dem Untergrund fort.

## Wirken
Zikode ist vor allem für seine Rolle als Mitbegründer und Präsident der Bewegung Abahlali baseMjondolo bekannt, einer südafrikanischen Bewegung, die sich für die Rechte der ärmsten Bevölkerungsschichten einsetzt. Seit der Gründung der Bewegung im Jahr 2005 hat sie sich erheblich erweitert und umfasst mehr als 80.000 Mitglieder, die sich für gerechte Wohnverhältnisse und gegen Korruption und Gewalt in den Armenvierteln einsetzen.

## Auszeichnungen
Im Dezember 2009 erhielt Zikode durch Bischof Rubin Phillip den Order of the Holy Nativity des Bistums Natal der Anglican Church of Southern Africa, obwohl er kein Kirchenmitglied ist.
Zikodes Engagement brachte ihm zahlreiche Anerkennungen ein, darunter den Per-Anger-Preis 2021 für Menschenrechtsverteidiger. Dieser Preis würdigt seinen Einsatz für die Rechte auf Wohnen und Landbesitz unter extrem schwierigen Bedingungen.